# Дворец принцесс

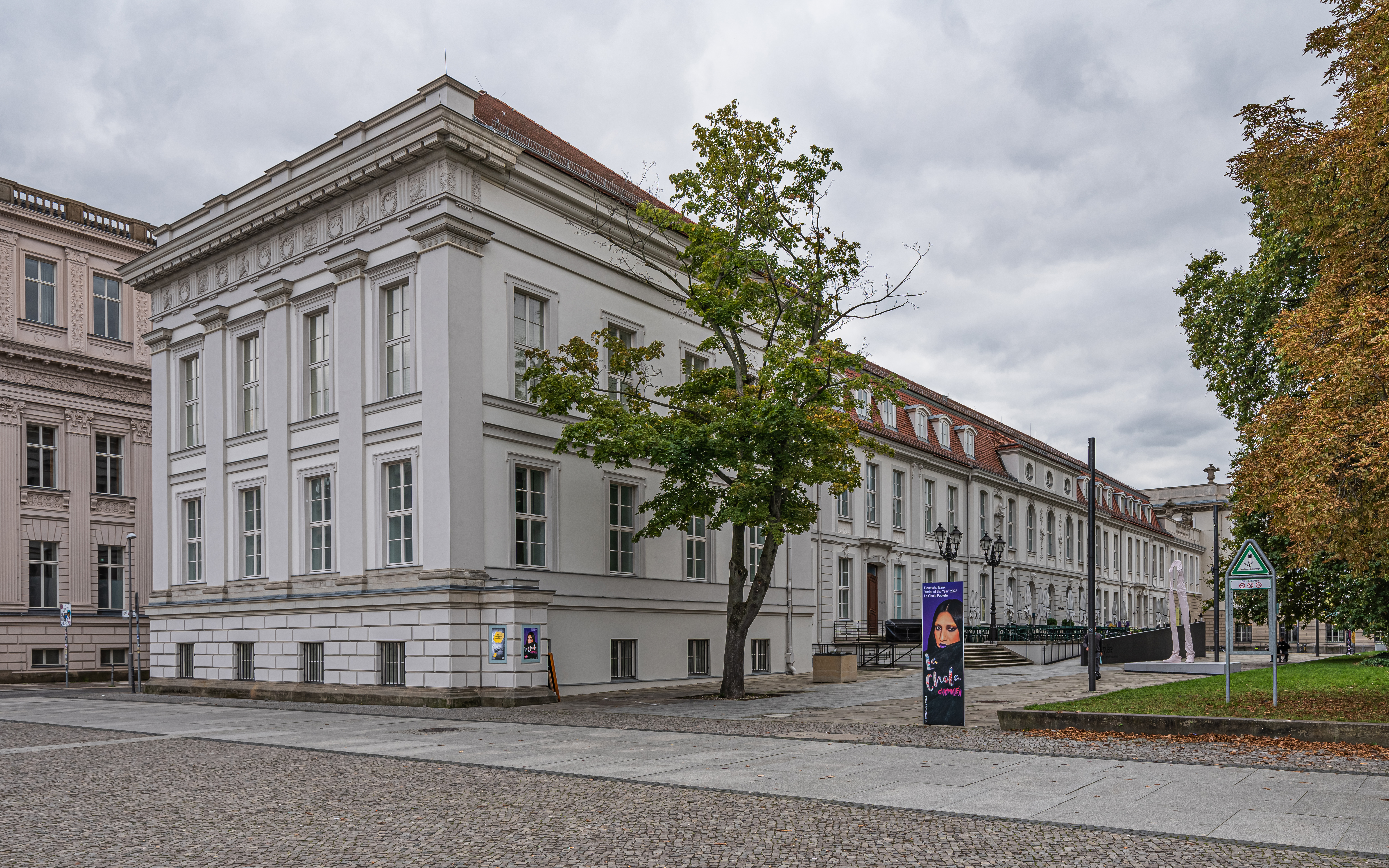
Дворец принцесс на Унтер-ден-Линден в Берлине

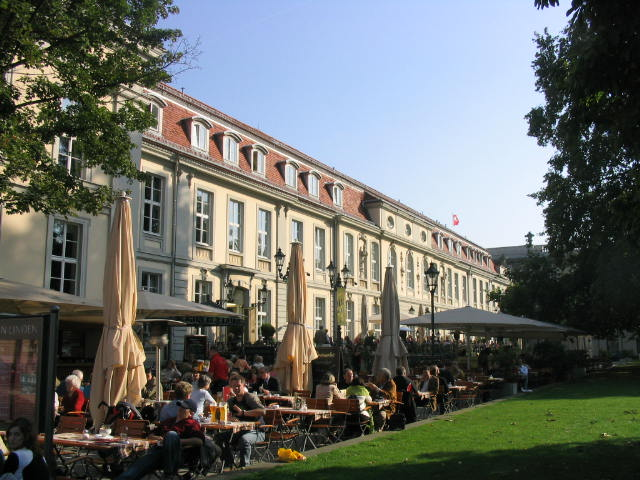
В современном Дворце принцесс размещается ресторан Opernpalais

Дворец принцесс (нем. Prinzessinnenpalais) — бывший дворец Гогенцоллернов на улице Унтер-ден-Линден в берлинском районе Митте.
В 1733 году под руководством Фридриха Вильгельма Дитерихса два здания, построенных в 1730 году, были перестроены в дворец, стоящий перпендикулярно улице Унтер-ден-Линден. В 1755 году дворец приобрёл маркграф Бранденбург-Шведта Генрих Фридрих. В собственность Гогенцоллернов дворец перешёл в 1788 году. В 1811 году по проекту Генриха Генца был возведён парадный фасад на Унтер-ден-Линден, а по проекту Карла Фридриха Шинкеля дворец был соединён арочными воротами с Дворцом кронпринцев. После этой перестройки для дочери короля Фридриха Вильгельма III дворец получил имя «Дворец принцесс».
До 1918 года во дворце проживали члены прусской правящей династии, как, например, вдова кайзера Фридриха III, но также и чиновники. Резиденция королев, дворец Монбижу, находился на другом берегу Шпрее.
В 1931 году во дворце открылся музей Шинкеля. После Второй мировой войны при восстановлении здания в 1962—1964 годах сохранили только внешние стены и фасад. Заслуживают внимания лестничные ограждения из разрушенного Бухского дворца.
В настоящее время в здании размещается гастрономический комплекс Opernpalais Unter den Linden.